# Ford F-Max
Le Ford F-Max est un poids lourd fabriqué par Ford Otosan depuis 2018.

## Historique
Ce nouveau camion est équipé de plusieurs aides à la conduite telles que : le régulateur de vitesse adaptatif, le système de freinage d'urgence, avertisseur de franchissement involontaire de lignes continues.
Il reçoit un écran tactile de 20 cm. Ce système multimédia est similaire à celui de la Ford Focus 4. Il intègre une connectivité Android Auto et Apple CarPlay.
Ce camion a été nommé Camion de l’année 2019 par la presse spécialisée.

## Motorisations
Lors du lancement, le Ford F-Max n'est disponible uniquement avec une seule motorisation. Il s'agit d'un 6 cylindres en ligne de 12,7 développant une puissance de 507 ch (373 kW) et 2 500 N m. Ce moteur répond à la norme Euro 6.
Le Ford F-Max est équipé d'une boîte automatique ZF à 12 rapports. Cette boîte de vitesses dispose de plusieurs modes de conduite : Eco (optimisant la consommation de carburant) et Power (délivrant le maximum de puissance).
| Architecture           | 6 cylindres en ligne       |         |         |         |         |         |
| Alimentation           | Turbocompresseur           |         |         |         |         |         |
| Puissance (en ch (kW)) | 507 (373)                  |         |         |         |         |         |
| Cylindrée (en cm3)     | 12 700                     |         |         |         |         |         |
| Couple maxi (en N m)   | 2 500                      |         |         |         |         |         |
| Transmission           | Propulsion                 |         |         |         |         |         |
| Boîte de vitesses      | Automatique ZF 12 rapports |         |         |         |         |         |
| Norme environnementale | Euro 6D                    | Euro 6D | Euro 6D | Euro 6D | Euro 6D | Euro 6D |